# Diurodrilus dohrni
Diurodrilus dohrni is een borstelworm uit de familie Diurodrilidae. Het lichaam van de worm bestaat uit een kop, een cilindrisch, gesegmenteerd lichaam en een staartstukje. De kop bestaat uit een prostomium (gedeelte voor de mondopening) en een peristomium (gedeelte rond de mond) en draagt gepaarde aanhangsels (palpen, antennen en cirri).
Diurodrilus dohrni werd in 1953 voor het eerst wetenschappelijk beschreven door Gerlach.